# 清輝橋停留場
清輝橋停留場（日语：／ Seikibashi teiryūjō */?），又稱清輝橋電車站，是位於岡山縣岡山市北區清輝橋一丁目，岡山電氣軌道清輝橋線的電車站（終點站）。車站編號為S09。

## 歷史
- 1946年（昭和21年）9月6日  地藏前[1]至此電車站之間開通，此站啟用。
- 2007年（平成19年）
  - 8月3日  電車站月台工程完成，開始使用。
  - 11月5日  電車站無障礙化工程完成。

## 電車站構造
電車站是建造在共用行車道上。電車站設有1面1線的單式低地台月台。在電車站前方起的路軌為單線。
在2007年（平成19年）5月起，電車站相繼進行無障礙化工程。而此電車站把月台擴寬，同年8月3日首班車開始，新月台開始使用。後來為了改善清輝橋路口，電車站南邊新設行人過路處，同年11月5日開始使用。同時此站的無障礙化工程完成。

## 電車站周邊
- 兩備巴士、岡電巴士、Megurin「清輝橋」巴士站
- 岡山市立岡輝中學（日语：岡山市立岡輝中学校）
- 岡山市立清輝小學（日语：岡山市立清輝小学校）
- 國道30號
- 岡山大學鹿田校園
- 岡山大學醫院
- 天滿屋Store（日语：天満屋ストア）本部
- Happys（日语：天満屋ストア）岡輝店

## 相鄰電車站
岡山電氣軌道
■清輝橋線
東中央町（S08）－清輝橋（S09）

## 注腳
1. ↑  《日本鉄道旅行地図帳11号中国・四国》，新潮社，2009年，ISBN 978-4-10-790029-6 。地藏前站在1947年（昭和22年）1月28日於現時東中央町至清輝橋之間開設。停用日期不詳。

## 外部連結
- 岡山電気軌道株式会社 電車事業部（路面電車） （页面存档备份，存于）（日語）